# Пинюан (кораб на бреговата отбрана)
Пинюан (на китайски: 平遠) е броненосен крайцер на китайския флот. Впоследствие „Хейен“  – броненосна канонерска лодка на японския флот. Взема активно участие в Първата Китайско-японска война и Руско-японската война.

## Строителство
Става първият и последен сравнително голям броненосен кораб построен в Императорски Китай (преди него е построена само канонерката „Цзиноу“ с водоизместимост 200 тона). Заложен е в началото на 1883 г. в корабостроителницата близо до Фучжоу като „Лунвей“. Проектът е разработен с помощта на френски специалисти от китайските корабостроители Уей Хан, Чжен Цинлян и У Дечжан, като за пример са взети заложените по същото време във Франция броненосни канонерки тип „Ашерон“.
След Френско-китайската война (1884 – 1885) строителството е прекъснато и възобновено едва през декември 1886 г. – вече под наблюдението на немски инструктори. В някои източници се споменава, че в хода на строителството „поради липса на средства“ дължината на кораба е намалена, което се отразило на обводите на кораба. Всъщност, сравнен с прототипа „Ашерон“, тонажа на „Лунвей“ е вече увеличен с 1/3, което прави кораба по-мореходен. През януари 1888 г. „Лунвей“ е спуснат на вода, а октомври е преведен за дострояване в Шанхай. Влиза в строй през май 1890 г. Името на кораба е сменено на „Пинюан“.

## Конструкция
Корабът е с къс и широк стоманен корпус с гладка палуба, практически плоско дъно и силно извити бордове и развита кърмова надстройка. В централната част е разположена бойната рубка с издигнат преден мостик. Един комин, една лека мачта с малък марс. Трюма е разделен от водонепроницаеми прегради на няколко отсека. Двете парни машини, китайско производство с обща мощност от 2400 к.с., дават максимална скорост едва 10,5 възела (на изпитанията по приемането на кораба от флота той развива 12,5 възела).
Основно артилерийско въоръжение: главния калибър представлява 10,5 дюймово оръдие на фирмата Круп в носов барбет, който бил допълнително защитен от брониран калпак с котлообразна форма; на бордови спонсони са монтирани две 6 дюймови круповски оръдия (по едно на борд), защитени с бронирани щитове. По този начин и трите основни оръдия на кораба могат да стрелят право по курса, което отговаря на приетата тогава тактика на таранен бой. Спомогателното артилерийско въоръжение са две 57 мм, две 47 мм и две 37 мм скорострелни оръдия; минното въоръжение са четири надводни торпедни апарата.
Броневата защита представлява: тесен пояс с дебелина от 8 дюйма в средата и до 5 дюйма по краищата на кораба, който прикрива машинното и котелното отделения и погребите за боеприпаси; бронираната палуба е дебела 2 дюйма; барбета на носовото оръдие – 5 дюйма (по кит. данни – до 12 дюйма), рубката и оръдейните щитове – 5 дюйма.
В Китай кораб с подобна водоизместимост се отнася към крайцерите (по тонаж е сравним с японския броненосен крайцер „Чиода“). Слабата двигателна установка прави първият китайски броненосен кораб твърде бавен, дори на фона на останалите китайски крайцери, които също не се отличавали със скоростни качества. Заради това и причисляването на „Пинюан“ към класа на крайцерите е твърде условно. В част от литературата кораба е класифициран като броненосец на бреговата отбрана, без да отговаря по тонаж и въоръжение на този клас. Като цяло „Пинюан“ може да се оцени като достатъчно успешен за времето си кораб от мониторен тип, с неголеми размери, посредствена мореходност, но с добро въоръжение и хубава броня.

## История на службата в китайския флот
„Пинюан“ официално е зачислен в южната Фучжоуска ескадра, но при приемането си във флота служи в Бейянския флот (Северен флот). Това налага и преименуването на кораба, за да отговаря на традициите свързани с името на кораба и мястото на службата му. На 16 септември 1894 г. в състава на флота под командването на адмирал Дин Жучан той пристига в устието на р. Ялу, за да ескортира транспортни конвои със сухопътни части. Заедно с канонерките, миноносците и минния крайцер „Гуанбин“ навлиза, заради малкото си газене, в самата река, за да подпомогне стоварването на десанта. На следващия ден: 17 септември 1894 г. взема участие в решаващото морско сражение – Битката при Ялу.
Закъснява за началото му, заради ниската си скорост. Пресреща главните сили на японския флот, под командването на адмирал Сукеюки Ито, когато те вече обхождат от север флота на адмирал Дин. „Пинюан“, заедно с „Гуанбин“ и два миноносеца, влиза в престрелка с флагмана на японците – бронепалубния 4000-тонен крайцер „Мацушима“. Артилерийския дуел между двата кораба продължава няколко минути при дистанция 6,5 до 1,5 кабелта. В 14.34 „Мацушима“ получава от „Пинюан“ попадение в левия борд от големокалибрен снаряд, който поваля торпеден апарат, минава през подшкиперската и се удря, без да се взриви, в барбета на главния калибър. На японския кораб загиват четирима души от екипажа (разчета на торпедистите), ако снаряда на „Пинюан“ бил експлодирал, „Мацушима“ щял да получи много сериозни поражения. на свой ред японците докладват, че са неутрализирали големокалибреното оръдие на китайския крайцер. За да не попадне под кръстосан огън, от юг се приближават китайските броненосци „Динъюан“ и „Чженюан“, адмирал Ито се отдалечава от „Пинюан“, заобикаляйки го отдясно.

Около 14.50 „Пинюан“ и „Гуанбин“, заедно с миноносците пресрещат опитващия се да излезе от боя щабен кораб „Сайкьо мару“, който успява да се откъсне от китайците с цената на няколко попадения. Нататък „Пинюан“ и „Гуанбин“, по думите на Х. Уилсон, 
| „                                      | се стремят да са по-настрана и незабележими, имайки само незначително участие в сражението | “ |
| Вильсон Х. Броненосцы в бою. Глава 21. |                                                                                            |   |

. След сражението „Пинюан“ е един от най-малко пострадалите китайски кораби, макар да е получил 22 попадения, а 12 души от екипажа да са ранени. Избухва един пожар, който е потушен бързо от екипажа. След като японската ескадра се оттегля „Пинюан“, с останалите китайски крайцери, се присъединява към броненосците на адмирал Дин.
В началото на 1895 г. „Пинюан“, заедно с Бейянския флот, е блокиран във Вейхайвей. Той участва в отбраната на базата на флота, водейки артилерийски дуели с японския флот и бреговите батареи на японците, обстрелва и японския десант на крайбрежието. След капитулацията на адмирал Дин се предава на 14 февруари 1895 г. на японските части.

## История на службата в японския флот
След присъединяването му към императорския флот на Япония кораба е преименуван на „Хейен“ (японската транскрипция на китайското име). Превъоръжаването първоначално се отнася към оръдията от малкия калибър, които са заменени с осем 75 мм. По-късно 6 дюймовите круповски оръдия са сменени първоначално с две нови армстронгови оръдия, от същия калибър, допълнително са поставени две 120 мм оръдия на „Армстронг“. Малокалибреното въоръжение е отново променено с две 47 мм и шест 37 мм (две едностволни и четири петстволни) оръдия „Хочкис“, а също и две картечници.

Корабът е класифициран през различните години като броненосец на бреговата отбрана, учебно-артилерийски кораб, броненосна канонерка. По време на Руско-японската война „Хейен“ е част от 7-и боен отряд на канонерските лодки и старите винтови корвети. Служил като поддръжка на японските войски при обсадата на Порт Артур и блокиране на руската крепост от страната на залива, а катерите на „Хейен“ участват в траленето на мини.

Руснаците следят маршрутите на японските кораби блокиращи града. В нощта на 16 септември (4 септември по стар стил) 1904 г. до остров Айрон от миноносеца „Скорый“ (с командир лейтенант П. М. Плен) поставят 16 мини. Вечерта на 18 септември „Хейен“ връщайки се от дозорна служба, в 19.45 часа на 1,5 мили западно от остров Айрон, се натъква на руска мина. След взрив в машинното отделение кораба е обречен. 
| „                                                                               | Взрива бил по десния борд. Цялата жилищна палуба била обвита от пара, електричеството изчезва и в тъмнината нищо не се вижда. След четири минути кораба рязко се накланя на десния борд, след което се преобръща. Загива капитана – капитан 2-ри ранг Асаба – и 197 души от личния състав. | “ |
| Ведерников Ю. В. Гибель кораблей и судов в русско-японскую войну 1904 – 1905 г. | |   |

 Спасителните лодки, които спуснали, се преобърнали при обръщането на кораба.